# Tito Rodinetti
Tito Rodinetti (La Spezia, 26 giugno 1936 – La Spezia, 22 dicembre 2024) è stato un pugile italiano.
È stato uno dei più famosi pugili della Spezia e, inoltre, uno dei  maestri di pugilato riconosciuti dalla Federazione Pugilistica Italiana.

## Carriera
Dopo essere stato 3 volte campione ligure dilettanti, dopo 28 incontri e 18 vittorie, passa professionista come peso welter nel 1958, ed all'esordio batte subito Gianni Ciravolo alla Spezia; poi una carriera che si snoda fra La Spezia e Milano, dove disputa 10 dei 22 incontri, con 10 vittorie, 4 pari e 8 sconfitte, (tutte fuori casa, ed almeno qualcuna influenzata dal “fattore campo”); hanno fatto epoca le battaglie con i francesi Marc Desfourneaux a Milano, e con Michel Lombardet, Francois Pavilla, Jean Josselin, tutte in trasferta.
Nel 1963 dopo la vittoria con Omodei alla Spezia decide di cessare l'attività agonistica e si dedica alla vera missione della sua vita: l'insegnamento del pugilato. Ha instradato centinaia di pugili, di tutte le categorie, il più titolato e (forse) famoso, è Giorgio Bambini, peso massimo, 4 volte campione italiano, che fu sconfitto da George Foreman alle semifinali delle Olimpiadi del 1968 (conquistando così la medaglia di bronzo), e poi Remo Costa, Walter Dolcelli, Marco Menini, Stefano Vallerini, Paolo Landi, Alessandro Padoan, Canonici Antonello ecc... e praticamente tutti i giovani (e sono tanti) che hanno provato che cosa significa calcare un ring alla Spezia; quasi tutti lo ricordano con gratitudine e nostalgia come maestro di sport e di vita.
Ha ricevuto la medaglia d'argento dal Comune della Spezia nel 1983 per meriti sportivi, nel 2005 la medaglia di bronzo al valore dal C.O.N.I. ed il titolo di maestro di pugilato (ce ne sono circa 40 in tutta Italia) e infine la stella al merito sportivo nel 2007. Nel 2009 insegna alla “Sarzana Ring" di Sarzana, in provincia della Spezia. Nel settembre 2013 torna a guidare gli atleti della Virtus (La Spezia). Nel 2014 entra a far parte dello staff insegnanti della Pugilistica Spezzina. Supera i 45 anni di insegnamento.